# The Resident
The Resident är en amerikansk dramaserie i sjukhusmiljö vars första säsong hade premiär den 21 januari 2018. Serien sändes under sex säsonger och det sista avsnittet hade premiär 17 januari 2023. Totalt omfattade serien 107 avsnitt. Serien är skapad av Amy Holden Jones, Hayley Schore och Roshan Sethi, som också medverkat i att skriva seriens manus.

## Handling
Serien handlar om Dr Conrad Hawkins och hans kollegor som ställs inför komplexa medicinska fall samtidigt som de också måste ta ställning till etiska utmaningar inom sjukvården.

## Rollista (i urval)
- Matt Czuchry - Dr. Conrad Theodore Hawkins
- Emily VanCamp - Nicolette 'Nic' Marie Nevin
- Manish Dayal - Dr Devon Pravesh
- Shaunette Renée Wilson - Mina Okafor
- Bruce Greenwood - Randolph Bell
- Merrin Dungey - Claire E. Thorpe
- Melina Kanakaredes - Lane Hunter
- Malcolm-Jamal Warner - August Jeremiah Austin
- Glenn Morshower - Marshall Winthrop
- Jane Leeves - Elizabeth Katherine "Kit" Voss
- Jessica Lucas - Billie Sutton
- Andrew McCarthy - Ian Sullivan
- Violett Beane - Lily Kendall
- Warren Christie - Dr. Jude Silva
- Michael Weston - Gordon Page
- Jenna Dewan - Julian Booth .
- Julianna Guill - Jessie Nevin
- Daniella Alonso - Zoey Barnett
- Corbin Bernsen - Kyle Nevin
- Michael Paul Chan - Yee Austin
- Steven Culp - Mark Betz